# Richard Dysart
Richard Allen Dysart (Boston, 30 marzo 1929 – Santa Monica, 5 aprile 2015) è stato un attore statunitense.

## Biografia
Noto per aver interpretato Abe in Dietro la maschera, Dysart ha iniziato la sua carriera nel 1953, decidendo poi di ritirarsi nel 2002.

## Filmografia parziale

### Cinema
- Petulia, regia di Richard Lester (1968)
- L'uomo perduto (The Lost Man), regia di Robert Alan Aurthur (1969)
- The Sporting Club, regia di Larry Peerce (1971)
- Anche i dottori ce l'hanno (The Hospital), regia di Arthur Hiller (1971)
- Il giorno della locusta (The Day of the Locust), regia di John Schlesinger (1974)
- Un nemico del popolo (An Enemy of the People), regia di George Schaefer (1978)
- Oltre il giardino (Being There), regia di Hal Ashby (1979)
- Meteor, regia di Ronald Neame (1979)
- Profezia (Prophecy), regia John Frankenheimer (1979)
- La cosa (The Thing), regia di John Carpenter (1982)
- Allarme rosso (Warning Sign), regia di Hal Barwood (1985)
- Il cavaliere pallido (Pale Rider), regia di Clint Eastwood (1985)
- Dietro la maschera (Mask), regia di Peter Bogdanovich (1985)
- Il gioco del falco (The Falcon and the Snowman), regia di John Schlesinger (1985)
- Wall Street, regia di Oliver Stone (1987)
- Ritorno al futuro - Parte III (Back to the Future Part III), regia di Robert Zemeckis (1990)
- Pioggia infernale (Hard Rain), regia di Mikael Salomon (1998)

### Televisione
- Assistente sociale (East Side/West Side) – serie TV, episodi 1x01-1x08 (1963)
- The Nurses – serie TV, episodio 3x07 (1964)
- Mr. Broadway – serie TV, episodio 1x05 (1964)
- It Happened One Christmas, regia di Donald Wrye – film TV (1977)
- Colombo (Columbo) – serie TV, episodio 7x02 (1978)
- L.A. Law - Avvocati a Los Angeles (L.A. Law) – serie TV, 171 episodi (1986-1994)
- Truman, regia di Frank Pierson – film TV (1995)

## Doppiatori italiani
Nelle versioni in italiano delle opere in cui ha recitato, Richard Dysart è stato doppiato da:
- Vittorio Di Prima in Meteor, Un bambino in trappola
- Mario Mastria in Ritorno al futuro - Parte III, Pioggia infernale
- Sergio Rossi in Hindenburg, La cosa
- Gianni Bonagura ne Il giorno della locusta
- Luciano De Ambrosis in Oltre il giardino
- Giorgio Gusso in Il cavaliere pallido
- Mario Bardella in Dietro la maschera
- Luca Ernesto Mellina in L.A. Law - Avvocati a Los Angeles